# Tracey Thorn
Tracey Thorn (ur. 26 września 1962, we wsi Brookmans Park, na północ od Londynu) – angielska piosenkarka i autorka piosenek, połowa duetu Everything But The Girl.
W 1984 roku ukończyła filologię angielską na Uniwersytecie w Hull, obecnie mieszka z mężem Benem Wattem (drugą połową duetu EBTG) w północnym Londynie. Para ma trójkę dzieci.
Muzyczną działalność rozpoczęła w grupie Marine Girls (1980–1983), z którą nagrała dwa albumy i wydała kilka singli. W 1982 roku w trakcie studiów poznała Bena Watta, który jako solowy artysta miał kontrakt w tej samej wytwórni (Cherry Red Records) co Thorn. Pierwszy wspólny album Eden wydali w 1984 roku.
Pierwszy solowy mini-album A Distant Shore nagrała w 1982 roku. W 2007 roku wydała swój drugi solowy album Out of the Woods, z którego pochodzi Singiel promujący płytę It's All True. W 2010 r. wydała swój trzeci solowy album Love and Its Opposite.
Thorn współpracowała z takimi wykonawcami jaki Massive Attack, The Style Council, The Go-Betweens, Working Week oraz ostatnio z Tiefschwarz.

## Dyskografia

### Albumy
- A Distant Shore (mini-album) (1982)
- Out of the Woods (2007)
- Love and Its Opposite (2010)
- Tinsel and Lights (2012)
- Record (2018)

### Single
- It's All True (2006)
- Raise The Roof (2007)